# 萨沃河畔蒙加亚尔
萨沃河畔蒙加亚尔（法語：Montgaillard-sur-Save，法語發音：[mɔ̃ɡajaʁ syʁ sav]）是法国上加龙省的一个市镇，属于圣戈当区。

## 地理
萨沃河畔蒙加亚尔（43°15'14"N, 0°43'45"E）面积4.13 平方千米，位于法国奧克西塔尼大區上加龙省，该省份为法国西南部内陆省份，西南端与西班牙接壤，自此顺时针与上比利牛斯省、热尔省、塔恩-加龙省、塔恩省、奥德省和阿列日省接壤。
与萨沃河畔蒙加亚尔接壤的市镇（或旧市镇、城区）包括：沙尔拉、锡亚杜、圣佩代尔博斯克、萨芒。

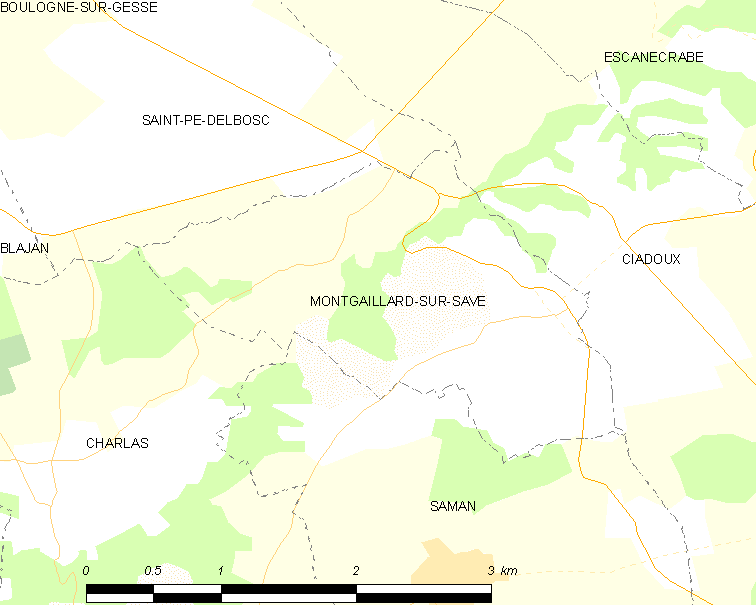
萨沃河畔蒙加亚尔的OSM定位图

萨沃河畔蒙加亚尔的时区为UTC+01:00、UTC+02:00（夏令时）。

## 行政
萨沃河畔蒙加亚尔的邮政编码为31350，INSEE市镇编码为31378。

## 政治
萨沃河畔蒙加亚尔所属的省级选区为圣戈当县。

## 人口

1962-2008年间萨沃河畔蒙加亚尔人口变化图示

萨沃河畔蒙加亚尔于2022年1月1日时的人口数量为67人。